# PRICE 女流棋士飛翔伝
『PRICE 女流棋士飛翔伝』（プライス・じょりゅうきしひしょうでん）は、原作:maa坊、作画:前鳥八代、監修:広瀬章人による日本の漫画作品。

## あらすじ
打ち切りのため未完作品である。将棋しかない女性たち。女流ライバル・ソフト・男性タイトルへの挑戦、などの話が主で、話は佳境に入ることなく中断。

## 登場人物
新羅香織
主人公。将棋界初の女性プロ棋士。
黒川楓
香織と同じく女性プロ棋士。
加納
楓の師匠。
大岩泰山
将棋連盟会長。
菅野重信
プロ棋士。段位は七段。
浦賀悟
プロ棋士。段位は九段。
我妻
女流名人。
米光
永世竜聖。
郷間仁
コンピュータ将棋ソフト「OUGI」の製作者。関西弁で喋る。

## 単行本
- 原作:maa坊・作画:前鳥八代 『PRICE 女流棋士飛翔伝』 竹書房〈バンブーコミックス〉既刊3巻（2015年11月16日現在）
  1. 2015年3月14日発売 ISBN 978-4-8019-5210-2
  2. 2015年11月16日発売 ISBN 978-4-8019-5394-9
  3. 2015年11月16日発売 ISBN 978-4-8019-5395-6